# Maskowanie (psychoakustyka)

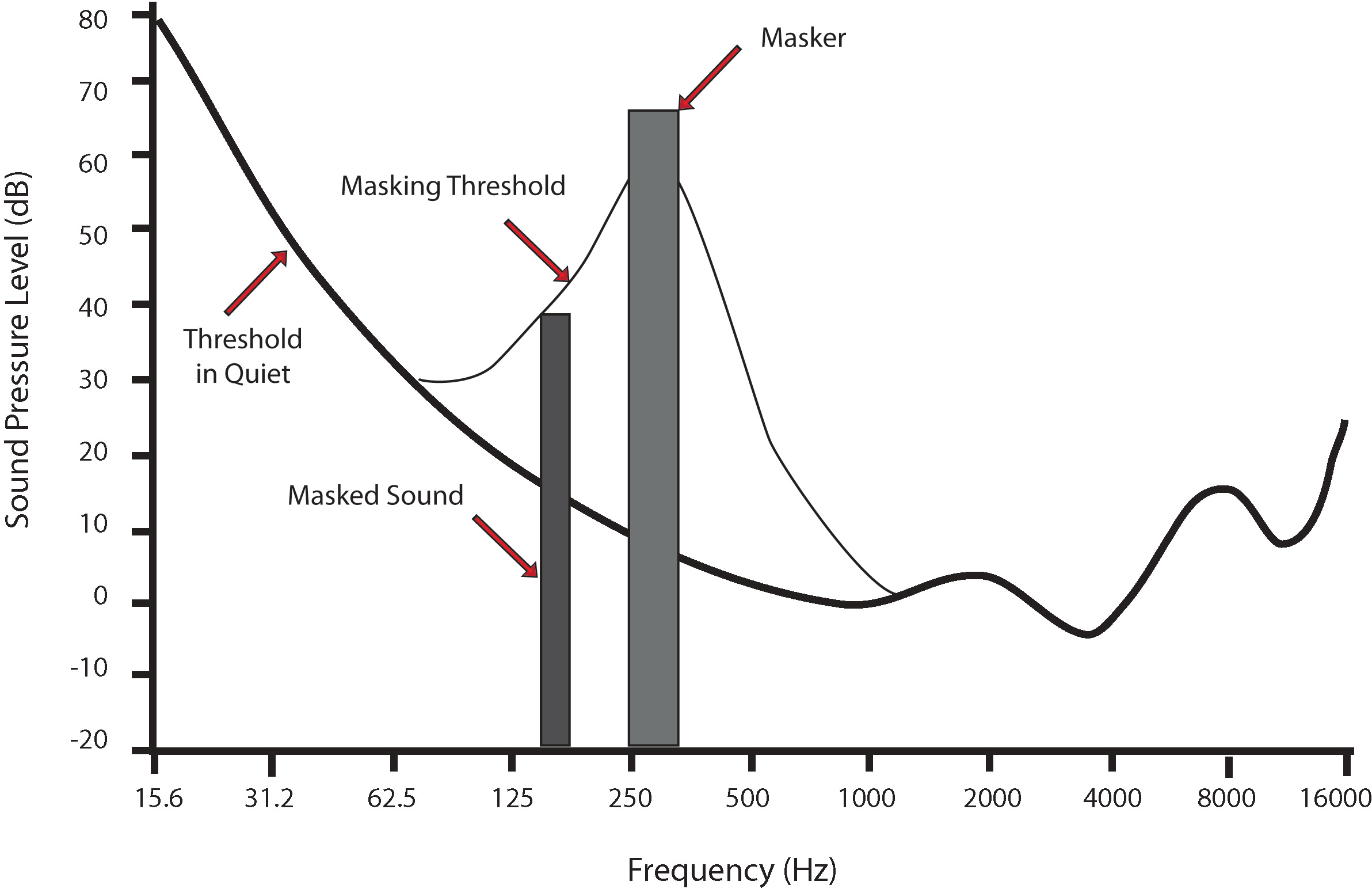
Maskowanie czasowe

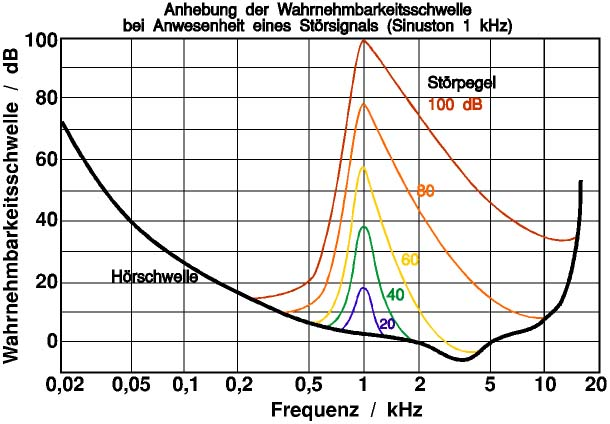
Maskowanie częstotliwościowe

Maskowanie (psychoakustyka) – zjawisko zachodzące w układzie słuchowym, polegające na podwyższeniu progu detekcji dźwięków w wyniku obecności innego dźwięku zwanego maskerem. Zagłuszanie innych dźwięków przez masker może być całkowite lub częściowe (osłabienie wrażenia dźwiękowego).

## Typy maskowania
Wyróżnia się dwa rodzaje maskowania dźwięku:
- maskowanie częstotliwościowe (lub jednoczesne) – słysząc głośny dźwięk o jednej częstotliwości, przestaje się słyszeć dźwięki cichsze o częstotliwościach zbliżonych do niego, mimo że bez maskera byłyby dobrze słyszalne[1][3];
- maskowanie czasowe (lub nierównoczesne) – po usłyszeniu głośnego dźwięku przez pewien czas ucho jest niewrażliwe na cichsze tony[1][3]. Co istotne, zjawisko występuje również wstecznie, to znaczy przez krótki czas przed maskerem (tzw. premaskowanie)[1][2].

## Zastosowania
Wiedza na temat maskowania sygnałów wykorzystywana jest między innymi w kodowaniu perceptualnym, czyli do pomijania dźwięków, których przeciętny człowiek i tak nie usłyszy. W ten sposób można tworzyć lepsze algorytmy kompresji dla plików audio. Właściwości maskowania wykorzystują różne formaty audio, np. MP3, Dolby AC3, MUSICAM. Maskowanie może działać inaczej dla różnych ludzi, co wykazano w badaniu percepcji dźwięków muzyków, stąd też kompresja perceptualna jest jednak stratna.
Maskowanie jest jednym z podstawowych elementów modelu psychoakustycznego, wykorzystywanego również w systemach automatycznie rozpoznających mowę oraz do oceny jakości transmisji mowy.